# Jennifer Pertsch
Jennifer Pertch er en canadisk manuskriptforfatter til tv-serier og tv-producer. Hun kendes bl.a. for sit arbejde sammen med Tom McGillis omkring den animerede serie 6teen og som en af de stiftende partnere bag produktionsselskabet Fresh TV Inc, der netop arbejder med animerede familie- og teenage-tv-serier.

## Produktioner
- Total Drama Island
- Total Drama Action
- Total Drama World Tour
- Total Drama Reloaded
- 6teen
- Stoked
- Rolie Polie Olie

## Hædersbevisninger
- Gemini Award for bedste animerede serie (Total Drama Island)
- Emmy Award for sit forfatterskab til Total Drama Island